# 1906.
◄ | 19. stoljeće | 20. stoljeće | 21. stoljeće | ►
◄ | 1870-ih | 1880-ih | 1890-ih | 1900-ih | 1910-ih | 1920-ih | 1930-ih | ►
◄◄ | ◄ | 1903. | 1904. | 1905. | 1906. | 1907. | 1908. | 1909. | ► | ►►
Arhitektura • Astronomija • Biologija • Film • Fotografija • Glazba • Kazalište • Kemija • Kiparstvo • Knjige • Književnost • Kršćanstvo • Meteorologija • Medicina • Planinarstvo • Politika • Pravo • Promet • Slikarstvo • Strip • Šport • Televizija • Znanost • Zrakoplovstvo • Željeznički promet

## Događaji
- 2. siječnja – Jak potres u Zagrebu.
- 3. ožujka – Njemački astronom August Kopff otkrio asteroid nazvan 589 Croatia.
- 25. travnja[1]  ili 1. lipnja[2] osnovan Prvi hrvatski automobilni klub, prvi automobilistički športski klub u Hrvatskoj.[1]
- 21. kolovoza – Počeo trodnevni Zbor hrvatske katoličke mladeži na Trsatu, na kojem je donesena odluka o osnivanju HKAD Domagoj.
- 28. listopada – Odigrana prva javna međuklupska nogometna utakmica u Zagrebu (HAŠK – PNIŠK 1:1)[3][4]
- 22. studenog – U Berlinu uspostavljen SOS, međunarodni signal za pomoć.

## Rođenja

### Siječanj – ožujak
- 9. siječnja – Karl Bruckner, austrijski književnik († 1982.)
- 11. siječnja – Albert Hofmann, švicarski kemičar († 2008.)
- 15. siječnja – Aristoteles Onassis, grčki brodovlasnik († 1975.)
- 24. siječnja – Vera Misita, hrvatska glumica († 1986.)
- 25. veljače – Boris Papandopulo, hrvatski skladatelj i dirigent († 1991.)
- 2. ožujka – Boris Demidovič, bjeloruski matematičar († 1977.)
- 31. ožujka – Oksana Ivanenko, ukrajinska književnica († 1997.)

### Travanj – lipanj
- 13. travnja – Samuel Beckett, dramatičar i romanopisac irskog podrijetla († 1989.)
- 25. travnja – Joel Brand, mađarski politički aktivist († 1964.)
- 3. svibnja – Mary Astor, američka filmska glumica († 1987.)
- 17. svibnja – Zinka Kunc, hrvatska operna pjevačica († 1989.)
- 24. svibnja – Harry Hess, američki geolog († 1969.)
- 3. lipnja – Josephine Baker, američko-francuska glumica, pjevačica i plesačica († 1975.)

### Srpanj – rujan
- 17. srpnja – Geralda Jakob, hrvatska katolička redovnica († 1945.)
- 23. srpnja – Vladimir Prelog, hrvatski znanstvenik, kemičar († 1998.)
- 5. kolovoza – Joan Hickson, britanska glumica († 1998.)
- 5. kolovoza – John Huston, američki filmski redatelj († 1987.)

### Listopad – prosinac
- 13. listopada – Milo Cipra, hrvatski skladatelj († 1985.)
- 14. listopada – Hannah Arendt, njemački filozof († 1975.)
- 3. studenog – Emilija Holik, hrvatska liječnica († 1942.)
- 16. studenog – Edo Kovačević, hrvatski slikar († 1993.)
- 11. prosinca – Janez Strašek, slovenski katolički svećenik († 1947.)
- 19. prosinca – Leonid Brežnjev, sovjetski političar († 1982.)
- 27. prosinca – Ivan Brkanović, hrvatski skladatelj († 1987.)
- 30. prosinca – Carol Reed, engleski filmski redatelj († 1976.)

## Smrti

### Siječanj – ožujak
- 27. veljače – Samuel Pierpont Langley, američki astrofizičar, pionir zrakoplovstva (* 1834.)
- 13. ožujka – Susan B. Anthony, američka aktivistica za pravo glasa žena (* 1820.)
- 29. ožujka – Slava Raškaj, hrvatska slikarica (* 1877.)

### Travanj – lipanj
- 23. svibnja – Henrik Ibsen, norveški književnik (* 1828.)
- 17. lipnja – Harry Nelson Pillsbury, američki šahist (* 1872.)

### Srpanj – rujan
- 13. srpnja – Josip Eugen Tomić, hrvatski književnik (* 1843.)
- 1. kolovoza – Anna Vickers, francuska biologinja  (* 1852.)
- 21. kolovoza – Josip Kozarac, hrvatski književnik (* 1858.)

### Listopad – prosinac
- 22. listopada – Paul Cézanne, francuski slikar (* 1839.)
- 5. studenog – Štefan Beéry, svećenik i pisac gradišćanskih Hrvata (* 1841.)
- 9. studenog – Elizabeta od Presvetog Trojstva, francuska svetica (* 1880.)

## Nobelova nagrada za 1906. godinu
- Fizika: Joseph John Thomson
- Kemija: Henri Moissan
- Fiziologija i medicina: Camillo Golgi i Santiago Ramón y Cajal
- Književnost: Giosuè Carducci
- Mir: Theodore Roosevelt

## Vanjske poveznice
|  | Zajednički poslužitelj ima još gradiva o temi 1906. |